# Jordi Aliaga Solé
Jordi Aliaga Solé (Barcelona, Cataluña, España, 22 de septiembre de 1990) es un árbitro de baloncesto español de la liga ACB. Pertenece al Comité de Árbitros Catalán

## Trayectoria
Se inició en el arbitraje en 2005. Ha pasado por todas las categorías hasta llegar a la Liga ACB en el año 2013, junto al madrileño Rafael Serrano. Ejerce el cargo de profesor de reglas y de asesor técnico arbitral en la Federación Catalana de Baloncesto. Ha arbitrado partidos de la eliminatoria de la Liga ACB.
Obtuvo la doble licenciatura de Relaciones Laborales y Ciencias Empresariales por la Universidad Pompeu Fabra. Actualmente sigue estudiando en el Universidad de Barcelona.
Fue designado para la Supercopa de España 2017 donde arbitró la semifinal entre Herbalife Gran Canaria y Real Madrid (73–64).
El 10 de marzo de 2019, debutó como árbitro principal en un partido de la Liga ACB, entre el FC Barcelona Lassa y el San Pablo Burgos, junto a Luis Miguel Castillo y Esperanza Mendoza.

### Internacional
Fue designado, junto a Raúl Zamorano Sánchez, para asistir al curso de árbitro internacional FIBA que celebra entre los días 14 y 18 de marzo de 2018 en la localidad húngara de Szekesfehervar, donde los 18 árbitros participantes dirigen encuentros del Eybl Central European U20 & U16 playoffs.
El 26 de junio de 2018 se conoció que el colegiado fue invitado a participar en el Clínic para Árbitros de la Euroleague Basketball. La temporada siguiente, la 2018-19, será uno de los árbitros de las competiciones organizadas por la Euroleague Basketball: Euroliga y Eurocup.
Su debut en Euroliga se produjo el 16 de octubre de 2018 en el partido entre Darussafaka Tekfen Istanbul y el Buducnost VOLI Podgorica (71–63), juntamente con Robert Lottermoser y Carmelo Paternicò. En cambio, ya había debutado en la Eurocup el día 3 de octubre de 2018 en el partido que enfrentaba a Limoges CSP y Cedevita Zagreb (82–68), en esta ocasión arbitró junto Luigi Lamonica y Tomasz Trawicki.

## Temporadas
| Categoría        | País   | Año       |
| ---------------- | ------ | --------- |
| Categorías bases | España | 2005-07   |
| 2ª División      | España | 2007-08   |
| 1ª División      | España | 2007-08   |
| Copa Cataluña    | España | 2008-09   |
| Liga EBA         | España | 2009-11   |
| Liga LEB         | España | 2011-13   |
| Liga ACB         | España | 2013-Act. |
| Euroliga/EuroCup | Europa | 2018-Act. |